# Шавна Печ
Шавна Печ (словен. Šavna Peč) — поселення в общині Храстник, Засавський регіон, Словенія. Висота над рівнем моря: 375,4 м.